# هانس-مارتین ترپ
هانس-مارتین ترپ (انگلیسی: Hans-Martin Trepp; ۹ نوامبر ۱۹۲۲ – ۱۷ اوت ۱۹۷۰) ورزشکار هاکی روی یخ اهل سوئیس بود.
وی در مسابقات کشوری و بین‌المللی در مجموع برندهٔ ۱ مدال برنز شده‌است.